# Bufo fustiger
Bufo fustiger (tên tiếng Anh: Western Giant Toad, Cóc khổng lồ phương Tây) là một loài cóc trong họ Bufonidae là loài đặc hữu của Cuba. Các môi trường sống tự nhiên của chúng là rừng ẩm nhiệt đới hoặc cận nhiệt đới đất thấp, xavan khô, vùng đất ẩm có cây bụi nhiệt đới hoặc cận nhiệt đới, đồng cỏ nhiệt đới hoặc cận nhiệt đới vùng ngập nước hoặc lụt theo mùa, sông, sông có nước theo mùa, đầm nước, đầm nước ngọt, đất canh tác, vùng đồng cỏ, các đồn điền, vườn nông thôn, và các khu rừng trước đây bị suy thoái nặng nề. Loài này đang bị đe dọa do mất nơi sống.